# Gibret
Gibret – miejscowość i gmina we Francji, w regionie Nowa Akwitania, w departamencie Landy.
Według danych na rok 1990 gminę zamieszkiwały 102 osoby, a gęstość zaludnienia wynosiła 40 osób/km² (wśród 2290 gmin Akwitanii Gibret plasuje się na 1074. miejscu pod względem liczby ludności, natomiast pod względem powierzchni na miejscu 1550.).